# Ellen Pao
Ellen Pao (Nueva Jersey, Estados Unidos, 1970) es una informática, abogada y directiva estadounidense, activista y litigante contra la discriminación de género en las empresas de Estados Unidos, que cofundó la organización sin fines de lucro Project Include. Anteriormente fue socia de Kapor Capital y directora general de Diversidad e Inclusión del Kapor Center for Social Impact antes de marcharse en 2018 para centrarse en su papel como directora general de Project Include.
Otros cargos que ha ocupado incluyen el de directora ejecutiva interina de la empresa de tecnología de medios sociales Reddit, socia inversora de Kleiner Perkins Caufield & Byers, directora de la junta directiva de Flipboard y abogada corporativa de Cravath, Swaine & Moore.
Desde que se dio a conocer en 2012 por presentar una demanda por discriminación de género contra su exempleador Kleiner Perkins, Pao ha expresado sus críticas a las prácticas sexistas de contratación y promoción en Silicon Valley. En 2015, las decisiones impopulares entre los usuarios tradicionales, como prohibir el porno vengativo en Reddit, que tomó Pao durante su mandato en la empresa, generaron una ola de controversia que culminó con su renuncia. La reacción que recibió desencadenó debates sobre el tratamiento de las mujeres en la tecnología y la necesidad de transparencia en una empresa que depende de personas voluntarias.

## Educación y primeros años
Ellen Pao nació en 1970 en New Jersey, Estados Unidos. Es la hija mediana de tres hijas nacidas de Tsyh-Wen Pao y Young-Ping Pao, inmigrantes de China. Su padre, Young-Ping Pao, era profesor en el Instituto Courant de Ciencias Matemáticas de la Universidad de Nueva York. Su madre, Tsyh-Wen Pao (de soltera Lee) trabajó como ingeniera en informática en la Universidad de Pensilvania. Ellen Pao habla inglés y mandarín con fluidez y aprendió a codificar de su madre a la edad de diez años. La familia Pao crio a sus hijas en Maplewood, New Jersey. Young-Ping Pao murió en 1987 cuando Ellen estaba en la escuela secundaria.
Los abuelos maternos de Pao son Yu-Wen Lee y Ching-Hsin (de soltera Liu) Lee, que eran de Baoding, en la provincia de Hebei, cerca de Beijing. El abuelo materno de Pao se graduó en la Academia Militar de la República de China. Más tarde pasó a servir como comandante en la guerra civil china bajo Chiang Kai-shek y, en 1948, trasladó a la familia a Taiwán, donde se retiró con el rango de Coronel en 1960.En octubre de 1972, su esposa y su hija Elizabeth se mudaron al área de la ciudad de Nueva York para reunirse con la madre, la tía y el tío de Pao que ya estaban estudiando en los Estados Unidos. Yu-Wen Lee fue el cuarto hijo de su padre, el comerciante Lien-Ren Lee, bisabuelo de Pao.
Pao se graduó Princeton Universidad, el alma mater de sus dos hermanas, con un bachelor grado en Ingeniería Eléctrica en 1991. Inmediatamente después, asistió a la Facultad de Derecho de Harvard, donde obtuvo el título de Juris Doctor en 1994. Después de dos años de trabajo, Pao regresó a Escuela de Negocios de Harvard, donde obtuvo un MBA en 1998.

## Carrera
De 1994 a 1996, Pao trabajó como abogada corporativa en Cravath, Swaine & Moore. En 1998, Pao trabajó en WebTV. Pao trabajó en varias compañías en Silicon Valley, incluyendo BEA Systems como directora sénior de desarrollo de Negocios Corporativos desde 2001 hasta 2005.
En 2005, Pao se unió a Kleiner Perkins, una firma de capital riesgo establecida en San Francisco, como jefa técnica de personal para el inversor estadounidense John Doerr, socio principal, un trabajo que requería títulos en ingeniería, derecho y negocios y experiencia en software empresarial. En 2007 fue nombrada Crown Fellow (socia coronada) del Instituto Aspen por recomendación de Doerr, un fideicomisario. También en 2007, se convirtió en socia inversora júnior siendo su jefe Ted Schlein. Mientras estaba en Kleiner Perkins, Pao lideró la expansión de la compañía en China. Después de varios años con el equipo de Schlein, Pao no fue tenida en cuenta en un proceso de ascenso a sénior. Según Pao, ella tenía el título de socia júnior desde la fecha de su contratación y se le había prometido la oportunidad de pasar a puesto de inversora. Doerr, que fue mentor de Pao en un sistema de retroalimentación generosa, ha expresado conciencia de lo que considera una brecha de género en las empresas de capital riesgo. En todo caso, finalmente se posicionó del lado de otros socios sénior, que habían elaborado evaluaciones negativas del trabajo de Pao en la empresa. Pao sostenía, en su demanda por discriminación de género, que, sin embargo, se promovía a hombres con perfiles similares al suyo para ese puesto.
El 10 de mayo de 2012, Pao presentó una demanda por discriminación de género contra su empleador. La demanda alegaba represalias en el lugar de trabajo por parte de Ajit Nazre, un joven compañero, como resultado de su romance con Pao. Continuó trabajando en la firma hasta el 1 de octubre. Pao dijo que fue despedida abruptamente mientras Kleiner Perkins afirmaba que le dieron un mes para aceptar una transición pagada de cinco meses a una función operativa. El abogado de Pao dijo que fue despedida en represalia por su demanda y amplió la demanda agregando esta acción a la causa. La firma dijo que Pao fue despedida por razones de desempeño no relacionadas con la demanda. El 27 de marzo de 2015, el jurado dictó resolución a favor de la empresa demandada en todos lo cargos del caso.
Pao se incorporó a Reddit en 2013 como responsable de desarrollo empresarial y asociaciones estratégicas. Una de sus primeras inversiones tras llegar al puesto supuso el fortalecimiento de los lazos entre Reddit e Imgur, una página web para alojar imágenes en línea que era su host de facto. Pao afirmó que una meta para el año siguiente sería hacer más fácil que la gente se convirtiera en Redditors. Se convirtió en la Directora Ejecutiva (CEO) con carácter interino en noviembre de 2014, tras la dimisión de Yishan Wong. Tras los esfuerzos de Wong para reducir la negociación salarial, Pao decidió dar dos ofertas finales (una con más dinero en efectivo, otra con más equidad) a todos los posibles empleados. Como motivación para el cambio, citó las conclusiones de que las mujeres eran más propensas a ser penalizadas por intentar negociar la remuneración. Después de ver que las ofertas anteriores de Reddit no estaban correlacionadas con el género, Pao declaró que la nueva política seguía siendo la más justa, así como un peldaño más hacia la publicación de los salarios. Uno de los mayores cambios en el sitio web realizado bajo Pao fue la prohibición del porno vengativo en marzo de 2015. Otras redes sociales, que también eliminaron estas imágenes en los meses siguientes, informaron ampliamente sobre que habían tomado de modelo a Reddit para tomar esta decisión e implementarla. En junio y julio de 2015, Pao fue objeto de críticas y acoso por parte de los usuarios de Reddit después de que cinco comunidades de Reddit (subreddits) fueran prohibidas por acoso y el director de talento de Reddit fuera despedido. Una petición de Change.org solicitando su destitución alcanzó las 200.000 firmas y el 10 de julio se anunció que Pao había renunciado a Reddit "por mutuo acuerdo".
Posteriormente, Pao fundó la organización sin fines de lucro Project Include con Erica Baker, Tracy Chou, Freada Kapor Klein y otras cuatro mujeres de la industria tecnológica. Dirigido a startups con entre 25 y 1.000 empleados, el grupo desarrolla asesoramiento de recursos humanos en una serie de reuniones con clientes y publica informes de progreso anónimos bajo una licencia Creative Commons. Los informes sobre las secuelas de Pao contra Kleiner Perkins incluían especulaciones de que Pao había acordado no escribir un libro detallando sus experiencias en la compañía. En noviembre de 2015, Pao reveló que no era así y más tarde confirmó que estaba escribiendo unas memorias. En una entrevista realizada en mayo de 2016, Pao declaró que planeaba terminar el libro antes de buscar un trabajo a tiempo completo. Un mes más tarde, el libro fue adquirido por Spiegel y Grau y se le dio el título de Reset: My Fight for Inclusion and Lasting Change (en español Reset: Mi lucha por la inclusión y el cambio duradero). El libro fue preseleccionado para el premio Libro del Año 2017 del Financial Times  y McKinsey Business (2017 Financial Times and McKinsey Business Book of the Year Award).

## Demanda por discriminación de género
El 10 de mayo de 2012, Pao presentó una demanda por discriminación de género contra Kleiner Perkins que fue a juicio a finales de febrero de 2015. Fue cubierto por los medios de comunicación estadounidenses y suscitó amplios comentarios sobre las cuestiones planteadas. El caso fue blogueado en vivo y tuiteado constantemente, hasta el punto de proporcionar una retroalimentación tanto humorística como seria a abogados y testigos. El juicio, que duró 24 días, resultó en un veredicto favorable para Kleiner Perkins.
Durante el juicio, Tina Huang presentó una demanda contra Twitter por discriminación de género y Chia Hong presentó una demanda por discriminación sexual y racial contra Facebook. La profesora de Derecho Joan Williams comentó que habría sido "toda una coincidencia" que estas acciones no estuvieran influenciadas por Ellen Pao. En términos más generales, los abogados laborales describieron un aumento en el número de mujeres que presentaron denuncias de desigualdad de género, y se acuñó el término efecto Pao para describir el aumento resultante de las demandas judiciales. Aunque muchos reporteros comentaron positivamente el cambio de cultura, algunos expresaron el presentimiento de que las compañías tendrían menos probabilidades de contratar mujeres durante un período de abundante acción legal. La discusión sobre la influencia del juicio continuó después de la conclusión de Pao v. Kleiner Perkins cuando la investigadora de Microsoft Research, Katie Moussouris, presentó una demanda por discriminación.
Después del juicio, Kleiner Perkins buscó los 972.814 dólares que suponían los costos legales y ofreció hacerse cargo de estos honorarios si Pao se negaba a apelar el veredicto. El 1 de junio de 2015, Pao presentó una apelación, una semana antes de la fecha límite. El 5 de junio, Kleiner Perkins afirmó que Pao quería 2,7 millones de dólares para no apelar, una cantidad que calificó de "impropia y excesiva". El juez dictaminó el 18 de junio que Pao solo sería responsable por $275 966 citando los recursos económicos de ambas partes bajo la Ley de Equidad en el Empleo y la Vivienda de Estados Unidos. Pao presentó una objeción a esto con el argumento de que un laudo contra el demandante podría tener un efecto paralizador en futuros casos de discriminación. El 10 de septiembre de 2015, Pao fue invitada a escribir un post para Re/code, medio de información tecnológica, en el que instó a las empresas a ser más abiertas sobre las acusaciones de prejuicio hechas por sus empleados. En el post declaraba que estaba pensando no apelar pero que todavía tendría que pagar 276.000 dólares debido a una estipulación adicional de Kleiner Perkins por la que la empresa solo la exoneraría de esta tarifa si ella firmaba un"acuerdo de no desacuerdo". Sin embargo, una semana después, cuando Pao retiró formalmente su apelación, Kleiner Perkins presentó una demanda para cerrar el caso renunciando a cobrar el dinero.

## Salida de Reddit
El 10 de junio de 2015, un post en Reddit, firmado por Pao y otros dos ejecutivos, anunció que se trabajaba para prohibir cinco subforos, llamados coloquialmente "subreddits", por fomentar el acoso fuera de las instalaciones. Una de estas comunidades controvertidas de Reddit tenía más de 150.000 suscriptores. Múltiples peticiones de change.org pidiendo la renuncia de Pao fueron creadas por usuarios descontentos de Reddit y la más popular alcanzó las 10.000 firmas en los días siguientes al cambio. Algunos usuarios empezaron a publicar comentarios e imágenes, investigados por delito de odio, sobre Pao tanto en Reddit como en otros sitios web. Otras quejas de los troles en relación con Reddit se centraron en las herramientas de moderación, que acusaron de inadecuadas desde su punto de vista, y en algunos artículos críticos con la demanda de Ellen Pao, por supuesta eliminación inadecuada. Se generaron diversas teorías de la conspiración por estos usuarios.

## Vida personal
Pao se casó con Roger Kuo. Más tarde se divorciaron. Luego se casó con Buddy Fletcher. Se conocieron durante sus colaboraciones en el Instituto Aspen durante el verano de 2007, después de que ambos fueran nombrados Crown Fellows. Pao y Fletcher tiene una hija. Pao es vegetariana.